# Zweden op de Olympische Zomerspelen 1920
Zweden nam deel aan de Olympische Zomerspelen 1920 in Antwerpen, België. In totaal werden 64 medailles gewonnen waaronder 19 gouden.

## Medailles

### Goud
- William Petersson — Atletiek, mannen verspringen
- Harry Stenqvist — Wielersport, mannen individueel tijdrijden
- Arvid Wallman — Schoonspringen, hoogduiken
- Janne Lundblad — Paardensport, individueel dressuur
- Helmer Mörner — Paardensport, individueel eventing
- Helmer Mörner, Åge Lundström, Georg von Braun en Gustaf Dyrsch — Paardensport, team eventing
- Hans von Rosen, Claës König, Daniel Norling — Paardensport, team springconcours
- Gillis Grafström — Kunstrijden, mannen enkel
- Magda Julin — Kunstrijden, vrouwen enkel
- Mannenteam (Zweeds systeem) — Turnen
- Gustaf Dyrssen — Moderne vijfkamp, mannen individueel
- Gösta Lundquist, Rolf Steffenburg, Gösta Bengtsson en Axel Calvert — Zeilen, mannen 30 m² klasse
- Tore Holm, Yngve Holm, Axel Rydin en Georg Tengwall — Zeilen, mannen 40 m² klasse
- Hugo Johansson — Schieten, mannen 600m vrij geweer
- Håkan Malmrot — Zwemmen, mannen 200m schoolslag
- Håkan Malmrot — Zwemmen, mannen 400m schoolslag
- Anders Larsson — Worstelen, vrije stijl halfzwaargewicht
- Carl Westergren — Worstelen, Grieks-Romeins middengewicht
- Claes Johanson — Worstelen, Grieks-Romeins halfzwaargewicht

### Zilver
- Eric Backman — Atletiek, mannen individueel veldlopen
- Carl Johan Lind — Atletiek, mannen kogelslingeren
- Folke Jansson — Atletiek, mannen hink-stap-springen
- Harry Stenqvist, Ragnar Malm, Axel Persson en Sigfrid Lundberg — Wielersport, mannenteam tijdrijden
- Erik Adlerz — Schoonspringen, mannen 10m platform
- Nils Skoglund — Schoonspringen, hoogduiken
- Age Lundstrom — Paardensport, individueel eventing
- Bertil Sandström — Paardensport, individueel dressuur
- Svea Norén — Kunstrijden, vrouwen enkel
- Erik de Laval — Moderne vijfkamp, mannen individueel
- Gustaf Svensson, Ragnar Svensson, Percy Almstedt en Erik Mellbin — Zeilen, mannen 40 m² klasse
- Fredric Landelius — Schieten, mannen 100m rennend hert, dubbel schot
- Alfred Swahn, Oscar Swahn, Fredric Landelius, Bengt Lagercrantz en Edward Benedicks — Schieten, mannenteam 100m rennend hert, dubbel schot
- Alfred Swahn — Schieten, mannen 100m rennend hert, enkel schot
- Anders Andersson, Casimir Reuterskiöld, Gunnar Gabrielsson, Sigvard Hultcrantz en Anders Johnsson — Schieten, mannenteam 50m militair pistool
- Sigvard Hultcrantz, Erik Ohlsson, Leon Lagerlöf, Ragnar Stare en Olle Ericsson — Schieten, mannenteam 50m kleinkalibergeweer
- Mauritz Eriksson — Schieten, mannen 600m vrij geweer
- Thor Henning — Zwemmen, mannen 200m schoolslag
- Thor Henning — Zwemmen, mannen 400m schoolslag
- Gottfrid Svensson — Worstelen, vrije stijl lichtgewicht

### Brons
- Eric Backman, Sven Lundgren en Edvin Wide — Atletiek, mannen 3000m team
- Nils Engdahl — Atletiek, mannen 400m
- Agne Holmström, William Petersson, Sven Malm en Nils Sandström — Atletiek, mannen 4x100m estafette
- Eric Backman — Atletiek, mannen 5000m
- Carl Johan Lind — Atletiek, mannen 25,4 kg gewichtwerpen
- Eric Backman, Gustaf Mattsson en Hilding Ekman — Atletiek, mannenteam veldlopen
- Bertil Ohlson — Atletiek, mannen tienkamp
- Bo Ekelund — Atletiek, mannen hoogspringen
- Erik Abrahamsson — Atletiek, mannen verspringen
- Erik Almlöf — Atletiek, mannen hink-stap-springen
- Eva Olliwier — Schoonspringen, vrouwen 10m platform
- John Jansson — Schoonspringen, hoogduiken
- Carl Lewenhaupt — Paardensport, individueel springconcours
- Hans von Rosen — Paardensport, individueel dressuur
- Anders Mårtensson, Oskar Nilsson en Carl Green — Paardensport, team voltige
- Gösta Runö — Moderne vijfkamp, mannen individueel
- Olle Ericsson, Hugo Johansson, Leon Lagerlöf, Walfrid Hellman en Mauritz Eriksson — Schieten, mannenteam 300m militair geweer, staand
- Mauritz Eriksson, Hugo Johansson, Gustaf Jonsson, Erik Blomqvist en Erik Ohlsson — Schieten, mannenteam 600m vrij geweer
- Erik Lundquist, Per Kinde, Fredric Landelius, Alfred Swahn, Karl Richter en Erik Sökjer-Petersén — Schieten, mannenteam kleiduiven
- Aina Berg, Emy Machnow, Carin Nilsson en Jane Gylling — Zwemmen, vrouwen 4x100m vrije stijl estafette
- Harald Julin, Robert Andersson, Vilhelm Andersson, Erik Bergqvist, Max Gumpel, Pontus Hanson, Erik Andersson, Nils Backlund, Torsten Kumfeldt en Theodor Nauman — Waterpolo, mannentoernooi
- Albert Pettersson — Gewichtheffen, middengewicht
- Erik Pettersson — Gewichtheffen, halfzwaargewicht
- Ernst Nilsson — Worstelen, vrije stijl zwaargewicht
- Fritiof Svensson — Worstelen, Grieks-Romeins vedergewicht

Argentinië · Australië · België · Brazilië · Brits-Indië · Canada · Chili · Denemarken · Egypte · Estland · Finland · Frankrijk · Griekenland · Groot-Brittannië · Italië · Japan · Joegoslavië · Luxemburg · Monaco · Nederland · Nieuw-Zeeland · Noorwegen · Portugal · Spanje · Tsjecho-Slowakije · Verenigde Staten · Zuid-Afrika · Zweden · Zwitserland